# Осипов, Николай Васильевич
Николай Васильевич Осипов (1850—?)  — русский военный и общественный деятель. Генерал от инфантерии (1915).

## Биография
В службу вступил в 1866 году после окончания 1-й военной гимназии. В 1869 году после окончания Михайловского артиллерийского училища, произведён  в подпоручики и назначен в 1-ю резервную артиллерийскую бригаду.  В 1870 году произведён в поручики, в 1871 году переименован в подпоручики гвардии. В 1873 году произведён в поручики гвардии. В 1877 году произведён в штабс-капитаны гвардии. С 1877 года участник Русско-турецкой войны.
В 1879 году произведён в капитаны гвардии. В 1888 году произведён в полковники с назначением командиром 5-й батареи 1-й резервной артиллерийской бригады. С 1891 года командир 5-й гвардейской батареи 2-й резервной артиллерийской бригады. С 1895 года командир 2-го дивизиона 22-й артиллерийской бригады.
В 1899 году произведён в генерал-майоры с назначением командиром 37-й артиллерийской бригады. С 1901 года командир 22-й артиллерийской бригады. С 1904 года исполняющий обязанности начальника артиллерии 4-го Сибирского армейского корпуса. В 1905 году произведён в генерал-лейтенанты с утверждением в должности. Участник Русско-японской войны «за храбрость» в 1906 году был награждён  — Золотой саблей.
С 1906 года назначен начальником 1-й гренадёрской дивизии. С 1912 года Царскосельский комендант.  В 1915 году произведён в генералы от инфантерии.

## Награды
Награды
- Орден Святого Станислава 3-й степени  (1873)
- Орден Святой Анны 3-й степени с мечами и бантом  (1877)
- Орден Святого Станислава 2-й степени  с мечами (1878)
- Орден Святого Владимира 4-й степени с мечами и бантом (1878)
- Орден Святой Анны 2-й степени  (1883)
- Орден Святого Владимира 3-й степени (1890)
- Орден Святого Станислава 1-й степени  (1903)
- Орден Святой Анны 1-й степени с мечами (1904)
- Орден Святого Владимира 2-й степени с мечами  (1905)
- Золотое оружие «За храбрость» (1906)
- Орден Белого орла (1910)
- Орден Святого Александра Невского (1916)